# Хикаят
Хикаят, хикайат (араб. حكاية‎) — жанр литературы. В переводе с арабского — «повествование».
Форма малайской, индонезийской, брунейской, тюркской литературы. Прозаическая повесть героико-эпического, любовно-авантюрного, дидактического, агиографического либо исторического характера, отличающаяся более или менее фантастическим содержанием и анонимным авторством. Известен с конца XIV века. Повествование частично основано на реальных исторических событиях, но в значительной степени беллетризированно. Для малайских и арабских хикаятов не требуется соблюдение стихотворной формы, но для ачехских она обязательна. На русский язык обычно переводится как «повесть». В России известны главным образом благодаря переводам Любови Горяевой. Список некоторых известных хикаятов по векам с кодами рукописей:

## XIV век
- Хикаят Баян Будиман Bayan 1371 (MS 1852)
- Повесть о раджах Пасея или «Хикаят (раджа-)раджа Пасей» Pasai ±1390 (MS 1815)[4].
- Последний из Сартаева рода

## XV век
- Хикаят Мухаммед Ханафиах MH ±1450 (MSS <1624, <1682)
- Хикаят Амир Хамзах
- Унданг-Унданг Малака UU 1450—1750 (MS ±1780)
- Унданг-Унданг Лут Малака

## XVI век
- Хикаят Дева Манду
- Хикаят Сери Рама (MS <1633) (Это малайское переложение Рамаяны[5][6])
- Хикаят Индерапутера Ind <1600 (MS 1600) (Хикаят Индрапутра)
- Хикаят Искандер Зулькарнайн Isk <1600 (MS ±1830)
- Касида аль-Бурда (MS <1604)
- `Адâ´айд аль-Насафи AN 1590 (MS ditto)
- Сяир Хамзах Фансури HF конец 16го века (MSS начало 17го века — 1853)

## XVII век
- Спарэк эн Вурд-Бук SWB 1603
- Тадж аль-Салатин (Диван) TS.D 1603 (MS ±1775)
- Тадж аль-Салатин (Рурда) TS.R 1603
- Хикаят Ачех Aceh ±1625 (MS ±1675)
- Ценрита Кутай Кутай 1625 (MS 1849)
- Бустан al-Салатин BS 1640 (MS >1807)
- Худжджат альСиддик HS 1641—1644 (MS 1772)
- Хикаят Танах Хиту Hitu 1650 (MS <1662)
- Хикаят Ибрахим ибн Адам IbrA ±1650 (MS 1775)
- Хикаят Пеландук Дженака Pel неизв. (MS ±1650)
- Седжарах Мелаю SM ±1650 (MS 1808)
- Хикаят Банджар дан Кота Варингин Banj 1663 (MS 1810)
- Тарджуман аль-Мустафид TM 1642—1693 (MS ±1675)
- Баб Такзир BT ±1680 (MS <1753)
- Хикаят Ибрахим ибн Адам (короткий) IbrA.s 1689 (MS 1817)

## XVIII век
- Асал Вангса Джин и Дева-Дева ABJD ±1700 (MS 1855)
- Хикаят Ханг Туах Tuah 1700 (MS 1849)
- Хикаят Патани Pat 1730 (MS 1839)
- Шаир аль-Анбия' Anb ±1750
- Шаир Бадасари Bid ±1750 (MS 1825)
- Рисалах Шихабуддин RS 1750s (MS 1823)
- Рисалах фи 'эль-Таухид RT 1760s (MS 1783)
- Миса Мелаю Misa ±1780 (MS 1836)
- Хикаят Накхода Муда Nakh 1788 (MS <1791)
- Хикаайтаан — хикаят Гуру Гобинд Сингх (1704)

## XIX век
- Хикаят Перинтах Негери Бенггала PNB 1811 (MS 1811)
- Шаир Султан Мулана Maul ±1815 (MS 1825)
- Шаир Синьор Коста Kosta 1820
- Шаир Раджа Тедунг денган раджа Катак T&K неизв (MS ±1865)
- Хикаят Меронг Махавангса MW ±1821 (MS 1898)
- Шаир Кетеранган Шейх Джелалуддин SJal >1821 (MS <1829)
- Силсилах Перак Perak ±1826
- Шаир Кераджаан Бима Bima ±1830 (MS 1857)
- Шаир Даганг Берджуал-Бели DBB 1831
- Шаир Потонг Гаджи PG 1831
- Шаир Тенгку Пербу Perb 1835
- Хикаят Панча Тендеран 1835
- Кисах Пелаяран Абдуллах ке Келантан 1838
- Гражданская война Келантана Kel 1839
- Хикаят Маракарма (Си Мискин) Misk unknown (MS 1855) (Повесть о махарадже Маракарме)
- Керетера2 карангкан Абдуллах Abd.C 1843,1851
- Хикаят Абдуллах 1843
- Шаир карангкан Абдуллах Abd.S 1828—1848
- Шаир Энгку Путери Эппут 1844
- Хикаят Махараджа Маракарма Mar 1844 or 1848
- Шаир Перанг Джохор PJ 1844
- Хикаят Иблис Iblis 1846
- Шаир Кунджунган Тенгку Селангор KTS <1860
- Варнасари Ws 1852
- Кисах Пелаяран Абдуллах ке Меках  1854
- Мукхтасар Таварикх аль-Вустха TW 1854
- Хикаят Сиак Siak 1855 (MS 1893)
- Шаир Кумбанг Менгиндера Kumb <1859
- Шаир кепада фон де Уолл VdW 1856—1872
- Шаир Баян Будиман BayB ±1860
- Шаир Кумбанг дан Мелати K&M <1866
- Шаир Бунга эйр Мавар Mwr <1866
- Шаир Нури денган Симбанган Nuri ±1860
- Шаир Нбямук дан алат Nymk ±1860
- Шаир Судагар Бодох SBod 1861
- Хикаят Раджа Дамсик Dmsy.H 1863
- Шаир Раджа Дамсик Dmsy.S 1864
- Шаир Киамат Kmt неизв. (MS 1865)
- Саласилах Мелаю дан Бугис M&B 1865
- Тухфат аль-Нафис TN 1866 (MS 1890)
- Шаир Авай Awai 1868
- Шаир Бунга-Бунгаан Bunga ±1870
- Шайр Бурунг Пунггукk Pung ±1870
- Шаир Унггас Соал Джаваб Ungg 1871
- Шаир Санг Купу-Купу Kupu ? 1870s
- Китаб Сучи KS 1879 (PL), 1935 (PB)
- Раджа Инггерис Джубили RIJ 1887
- Учапан Квин Джубили UKJ 1887 (edition 1891) PB 1889—1938
- Мухиммат аль-Нафа´ис MN 1892
- Шаир Перджфланан Султан Лингга PSL 1894
- Аль-Имам Imam 1906—1908
- Шаир Ракси Raksi unknown (MS 1915)
- Маджалах Гуру MG 1930—1935
- Судара S 1930—1935
- Варта Малая WM 1931—1935
- Маджлис M 1932—1935

## Не определены
- Хикаят Маракарма[7].
- Хикаят Гул Бакавали
- Хикаят Перанг Сабил (w:ace:Hikayat Prang Sabi, w:id:Hikayat Prang Sabi)
- Хикаят Раджа Бадай
- Хикаят Эсеутаму